# Weber Ridge
Weber Ridge ist ein 870 m hoher, 13 km langer, felsiger und unvereister Gebirgskamm im westantarktischen Queen Elizabeth Land. In der nördlichen Patuxent Range der Pensacola Mountains ragt er am nördlichen Ende der Anderson Hills auf.
Der United States Geological Survey (USGS) kartierte ihn anhand eigener Vermessungen und Luftaufnahmen der United States Navy aus den Jahren von 1956 bis 1966. Das Advisory Committee on Antarctic Names benannte ihn 1968 nach dem Topographieingenieur Max K. Weber, der für den USGS zwischen 1965 und 1966 in den Pensacola Mountains tätig war.